# Oblast autonome des Karatchaïs
L'oblast autonome des Karatchaïs (karatchaï balkar : Къарачай автоном область) est une unité administrative territoriale de RSFSR. Elle est créée le 26 avril 1926 et est à l'origine l'oblast autonome des Karatchaïs-Tcherkesses, avant de devenir la Karatchaïévo-Tcherkessie en 1943.
Le centre administratif est la ville de Karatchaïevsk.

## Histoire

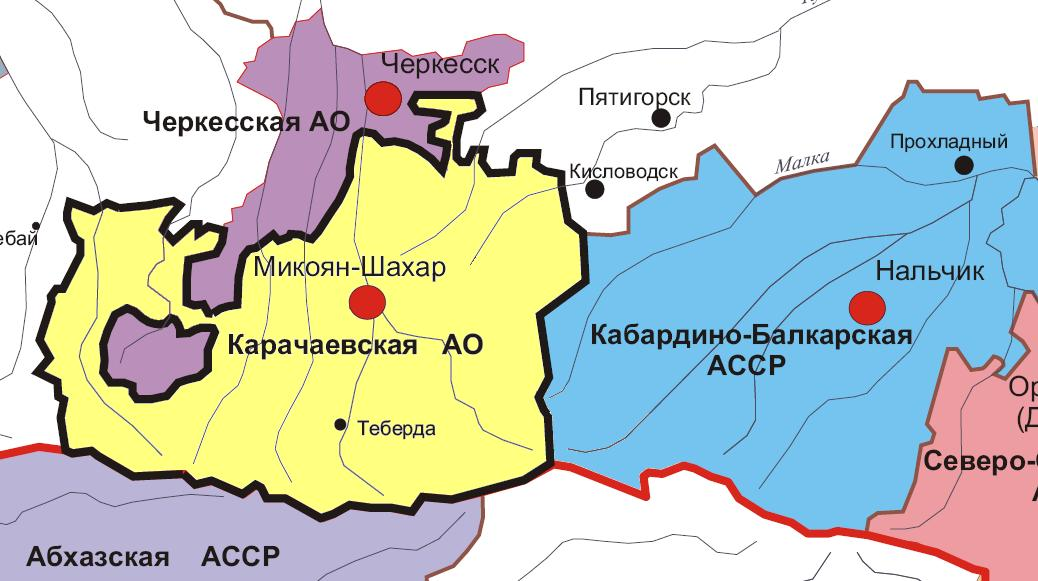
Oblast autonome de Karatchaëvsk jusqu'en 1943

La région est formée le 26 avril 1926 dans le territoire du Caucase du Nord lorsque l'oblast autonome des Karatchaïs-Tcherkess est divisé en deux oblasts autonomes : Karatchaï et Tcherkess.
Le 10 juillet 1931, le district de Batalpashinsky est aboli par le décret du Présidium du Comité exécutif central panrusse. Dans le même temps, les conseils de village de Zelenchuksky, Kardoniksky, Krasnogorsky et Ust-Dzhegutinsky sont transférés au district autonome de Karatchaï.
Depuis le 13 mars 1937, la région fait partie du territoire d'Ordzhonikidzevsky, depuis le 12 janvier 1943 - le territoire de Stavropol.
Le 12 octobre 1943, à la suite de la déportation des Karatchaïs vers l'Asie centrale et le Kazakhstan, la région autonome de Karatchaï est divisée entre le territoire de Stavropol et la région autonome de Cherkess, formée des districts de Mikoyanovsky et d'Uchkulansky, le district de Klukhorsky est allé au RSS de Géorgie.

## Division administrative
Par décret du Comité exécutif central panrusse du 20 juin 1928, l'Okrug autonome de Karachaevskaya est divisé en trois districts : Malokarachaevsky, Uchkulansky et Khumarinsky. Le 30 septembre 1931, les quartiers sont transformés en quartiers. Le 20 novembre 1931, la majeure partie du district de Zelenchuksky est transférée à l'Okrug autonome de Karachay de la subordination directe du territoire du Caucase du Nord. Le 23 janvier 1935, le district Ust-Dzhegutinsky est formé et le district Khumarinsky est aboli. Le 7 septembre 1938, les districts Mikoyanovsky et Pregradnensky sont formés.
Au 1er janvier 1941, la région comprend une ville de subordination régionale Mikoyan-Shakhar et 6 districts :
- Zelenchuksky - village Zelenchukskaya ;
- Malo-Karachaevsky - M. Kislovodsk (ne fait pas partie du district) ;
- Mikoïanovsky - s. eux. Kosta Khetagurova ;
- Station Pregradnensky - Pregradnaya ;
- Ust-Dzhegutinsky - Ust-Dzhegutinskaya ;
- Uchkulansky - aul Uchkulan.

## Population
Selon les résultats du recensement de la population de toute l'Union de 1926, la population de la région est de 64 613 habitants.
Selon les résultats du recensement de la population de toute l'Union de 1939, la population de la région est de 150 303 habitants.